# Diederik van Engelenburg
Diederik van Engelenburg (11 de septiembre de 1995) es un deportista neerlandés que compitió en remo como timonel. Ganó dos medallas de bronce en el Campeonato Europeo de Remo, en los años 2017 y 2018, en la prueba de ocho con timonel.

## Palmarés internacional
| Campeonato Europeo | Campeonato Europeo       | Campeonato Europeo | Campeonato Europeo |
| Año                | Lugar                    | Medalla            | Prueba             |
| ------------------ | ------------------------ | ------------------ | ------------------ |
| 2017               | Račice (República Checa) | Medalla de bronce  | Ocho con timonel   |
| 2018               | Glasgow (Reino Unido)    | Medalla de plata   | Ocho con timonel   |